# Dasystole pinnata
Dasystole pinnata là một loài bướm đêm trong họ Geometridae.